# Triglycéride éthoxylé 10 OE
Le triglycéride éthoxylé 10 OE est un tensioactif éthoxylé non-ionique d'origine végétale.

## Présentation
Première nouveauté dans le secteur des adjuvants en France depuis 2002, cet adjuvant issu de l'oléochimie offre l'ensemble des fonctionnalités d'un mouillant et est commercialisé sous les noms de marque Cantor et Fieldor.
D'origine naturelle, il représente une alternative aux huiles conventionnelles avec un profil favorable vis-à-vis de l'environnement. Ce triglycéride est issu d'une huile de soja de qualité alimentaire, renfermant des acides gras à longues chaînes (C16 à C18).
Utilisable avec les herbicides de contact et systémiques, il est particulièrement bien adapté à l'association avec les sulfonylurées.